# Альбанчес
Альбанчес (ісп. Albánchez) — муніципалітет в Іспанії, у складі автономної спільноти Андалусія, у провінції Альмерія. Населення — 814 осіб (2010).
Муніципалітет розташований на відстані близько 370 км на південь від Мадрида, 55 км на північний схід від Альмерії.
На території муніципалітету розташовані такі населені пункти: (дані про населення за 2010 рік)
- Альбанчес: 694 особи
- Ель-Барранко-дель-Інф'єрно: 10 осіб
- Лос-Боррегос: 0 осіб
- Лос-Калесас: 15 осіб
- Ла-Карраска: 1 особа
- Ла-Фуенте-дель-Тіо-Моліна: 11 осіб
- Ла-Оя-де-ла-Сарса: 11 осіб
- Лос-Молінас: 12 осіб
- Лос-Морільяс: 19 осіб
- Ла-Пальмера: 17 осіб
- Ла-П'єдра-де-Саор: 2 особи
- Ла-Тіа-Лусія: 9 осіб
- Лос-Утрерас: 13 осіб

## Демографія
Динаміка населення (INE ):